# Сьюдад-Акунья
Сьюдад-Акунья (исп. Ciudad Acuña) — город и административный центр муниципалитета Акунья в северо-восточной части мексиканского штата Коауила, на реке Рио-Гранде. Численность населения, по данным переписи 2020 года, составила 160 225 человек.

## Общие сведения
Название Acuña дано в честь мексиканского поэта Мануэля Акуньи (исп. Manuel Acuña).
Город является транспортным узлом, соединяющим Мексику и США. На противоположном берегу Рио-Гранде находится небольшой американский город Дель-Рио.

## История
Поселение было основано 27 декабря 1877 года капитаном Мануэлем Леалем, и носило его имя. В 1890 году название сменилось на Гарса-Галан, и ему был присвоен статус вильи. Через 4 года статус был понижен до конгрегации, а название сменилось на Лас-Вакас.
В 1912 году поселение было переименовано в Акунью, и вновь получило статус вильи, а 16 сентября 1951 году ей был присвоен статус города.
Как и в других приграничных городах региона, одной из проблем Акуньи в настоящее время является наркоторговля и как следствие высокий уровень преступности.